# Gobiopterus chuno
Gobiopterus chuno és una espècie de peix de la família dels gòbids i de l'ordre dels perciformes.

## Morfologia
- Els mascles poden assolir 3 cm de longitud total.[5][6]

## Alimentació
Menja zooplàncton.

## Hàbitat
És un peix de clima tropical (23 °C-26 °C) i demersal.

## Distribució geogràfica
Es troba a Bangladesh, Cambodja, l'Índia, Indonèsia, Laos, Malàisia, Myanmar, Singapur, Tailàndia i el Vietnam.

## Ús comercial
No se'n veu als mercats locals.

## Observacions
És inofensiu per als humans.